# Kirche St. Fiden

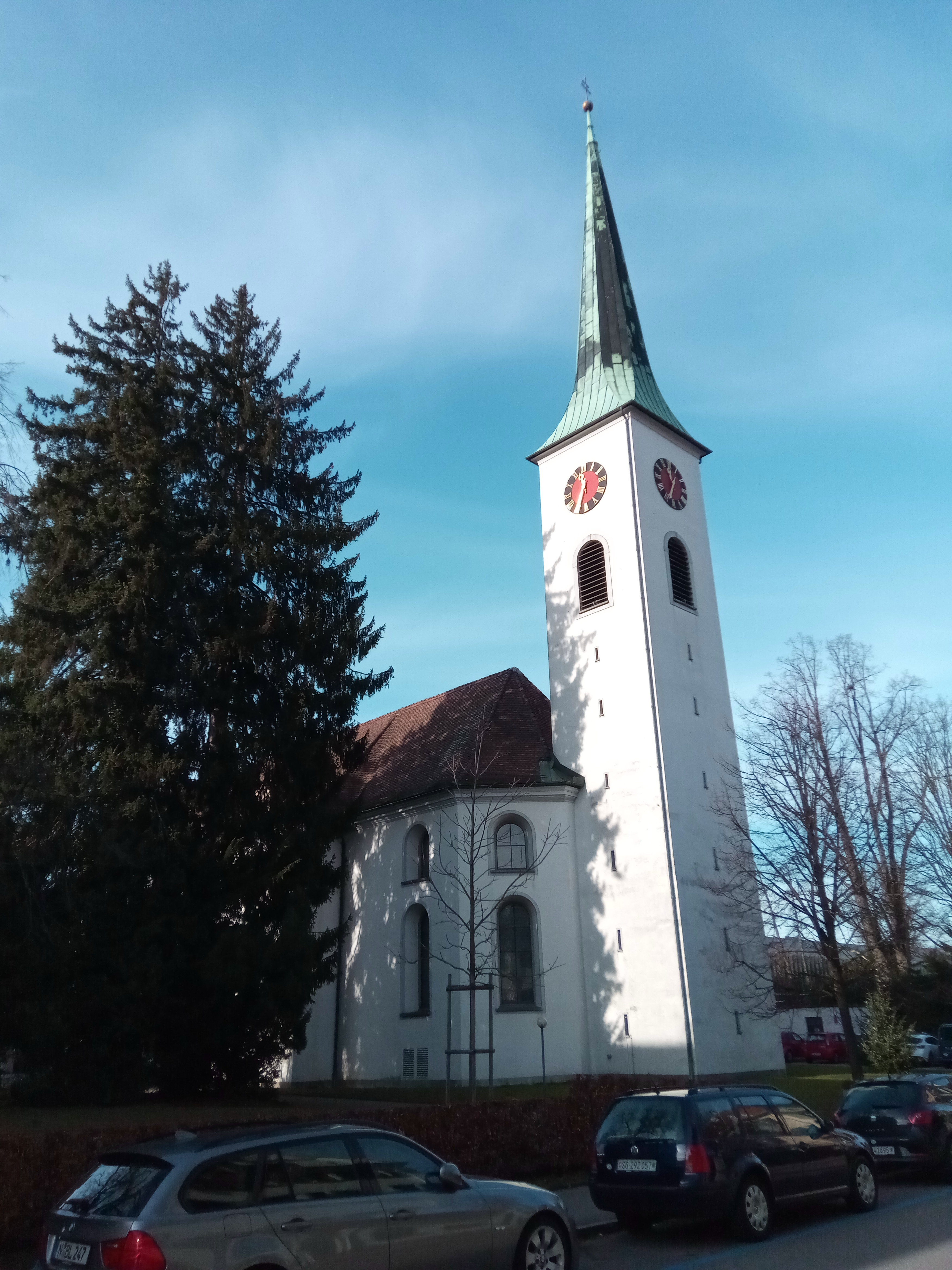
Katholische Kirche St. Fiden

Die Kirche St. Fiden ist die römisch-katholische Kirche des St. Galler Stadtteils St. Fiden. Sie steht unter Denkmalschutz und befindet sich in unmittelbarer Nähe der alten Grenze zur Stadt St. Gallen.

## Geschichte
Der Stadtteil St. Fiden, der als Teil der Gemeinde Tablat erst 1918 nach St. Gallen eingemeindet wurde, verdankt seinen Namen der Kirche. Die früher übliche Ortsbezeichnung war Eichbohl (Eichenhügel) oder Farna. 
Der Kirchenbau soll, der Legende zufolge, auf einen göttlichen Auftrag zurückgehen, den Abt Ulrich III. 1085 erhalten habe. Historisch belegt ist die Stiftung eines St.-Fides-Heiligtums im letzten Viertel des 11. Jahrhunderts. Denn Ulrich III. liess zu dieser Zeit eine Reliquie der heiligen Fides nach St. Gallen bringen. Die älteste erhaltene urkundliche Erwähnung ist die Jahreszeitstiftung im Jahr 1225. Bis zur Reformation handelte es sich aber um eine Filialkirche des Klosters; Pfarrkirche der Gemeinde war St. Laurenzen.
Die Gemeinden Tablat und Rotmonten schlossen am 7. April 1776 mit dem Offizial P. Iso Walser einen Vertrag ab, der den Neubau einer Kirche beinhaltete. Dem Pater wurde darin „die völlige Aufsicht, Direktion und Veranstaltung dieses Kirchen- und Turmbaus“ übergeben, er amtete also als Generalunternehmer im Auftrag der Gemeinden. Nach der Vorlage des Baurisses wurde mit dem Baumeister Ferdinand Beer aus Au im Bregenzerwald der Bauakkord vereinbart und am 14. Juni 1776 offiziell der Bauvertrag. Der Johann Ferdinand Beer (1731–1789) leitete zu dieser Zeit den Bau der Neuen Pfalz in St. Gallen. Der Meister übernahm darin auf seine Rechnung alle Maurer- und Zimmermannsarbeiten, während der Offizial das Glaser-, Schlosser-, Steinhauer- und Schreinerwerk beaufsichtigt. Auch das Lattengewölbe und die Schindeln und Sonstiges ging auf die Rechnung des Offizials. Die Gemeinden übernahmen die Fronfuhren und die Lieferung des Materials.
Obwohl die Kirche neben der alten zu Stehen gekommen wäre – womit ein Abbruch nicht zwingend notwendig war – wurde diese bereits am 7. April 1777 aufgegeben. Am 22. Mai 1777 fand die Grundsteinlegung der neuen Kirche statt. Noch im Verlauf des Sommers konnte die Aufrichte gefeiert werden. Am 14. Juli 1778 war auch der Turm vollendet. Für die Deckenmalereien wurde Antoni Dick aus Insy verpflichte, insgesamt wurden zehn grosse Malereien von ihm in dieser Kirche angefertigt. Nicht alle Bilder im Innern können jemanden bestimmtem zugewiesen werden. Für die Stuckaturen wurde Peter Anton Moosbrugger verpflichtet. Es wurden sechseckige Wabenscheiben aus Kempter Glas eingebaut. Der Hochaltar wurde von Franz Anton Dürr aus Überlingen angefertigt. Die erste Orgel stammte von Joh. Michael Grass in Lommis im Kanton Thurgau. Die Konsekration der vier Seitenaltäre wurde am 5. Oktober durch Abt Beda Angehrn durchgeführt. Die Konsekration des Hauptaltars am 24. Mai 1779 wurde durch den Weihbischof von Konstanz, Baron von Hohenstein durchgeführt. Der bisherige Hautpatron, der heilige Fides, rückte an die zweite Stelle. An erster stand nun der Titel „z. E. des Herzen Jesu“, was zur Umbenennung in Kirche zum Herzen Jesu führte.
Es gab verschiedene Renovationen im 19. Jahrhundert. Bei der Renovation 1894/95 wurde die gesamte Innenausstattung, mit Ausnahme der Altäre, erneuert. Auch wurde eine gemauerte Vorhalle errichtet, die das alte Vordach auf Holzstützen ablöste.
Das Schiff wurde 1953 um 6,25 Meter nach Westen verlängert. Dabei wurde auch eine neue Empore eingebaut. Die Kirche wurde zugleich umfassend Renoviert. Dies umfasse einen neuen Innenanstrich und Aussenverputz. Restaurierung der Altäre, Deckengemälde und Stuckaturen. Entfernung der Wimpergen am Turmhelm und der Glasmalereien von 1895. Neu eingebaut wurden die Orgel, die Windfangtüren, die Beichtstühle und der Boden.

## Alte Kirche St. Fiden
Der erste Bau stand südwestlich der heutigen Kirche am Rand des Friedhofes, und stiess an das Pfründhaus an. 
Der Bau ist auf dem linken Oberstück der Tablater Hochzeitscheibe abgebildet, die um 1655 entstand und sich nun im schweizerischen Landesmuseum in Zürich befindet.

## Heutige Kirche zum Herzen Jesu
Die heutige Kirche entstand nordöstlich der alten Kirche. Die Kirche ist nach Osten 
ausgerichtet.
An das rechteckige Schiff schliesst nach Osten hin ein Querschiff an, dieses hat nur eine Tiefe von 1,5 Metern. Diesem folgt ein dreiseitig geschlossener Chor der mit einem leicht eingezogenen Chorbogen vom Schiff 

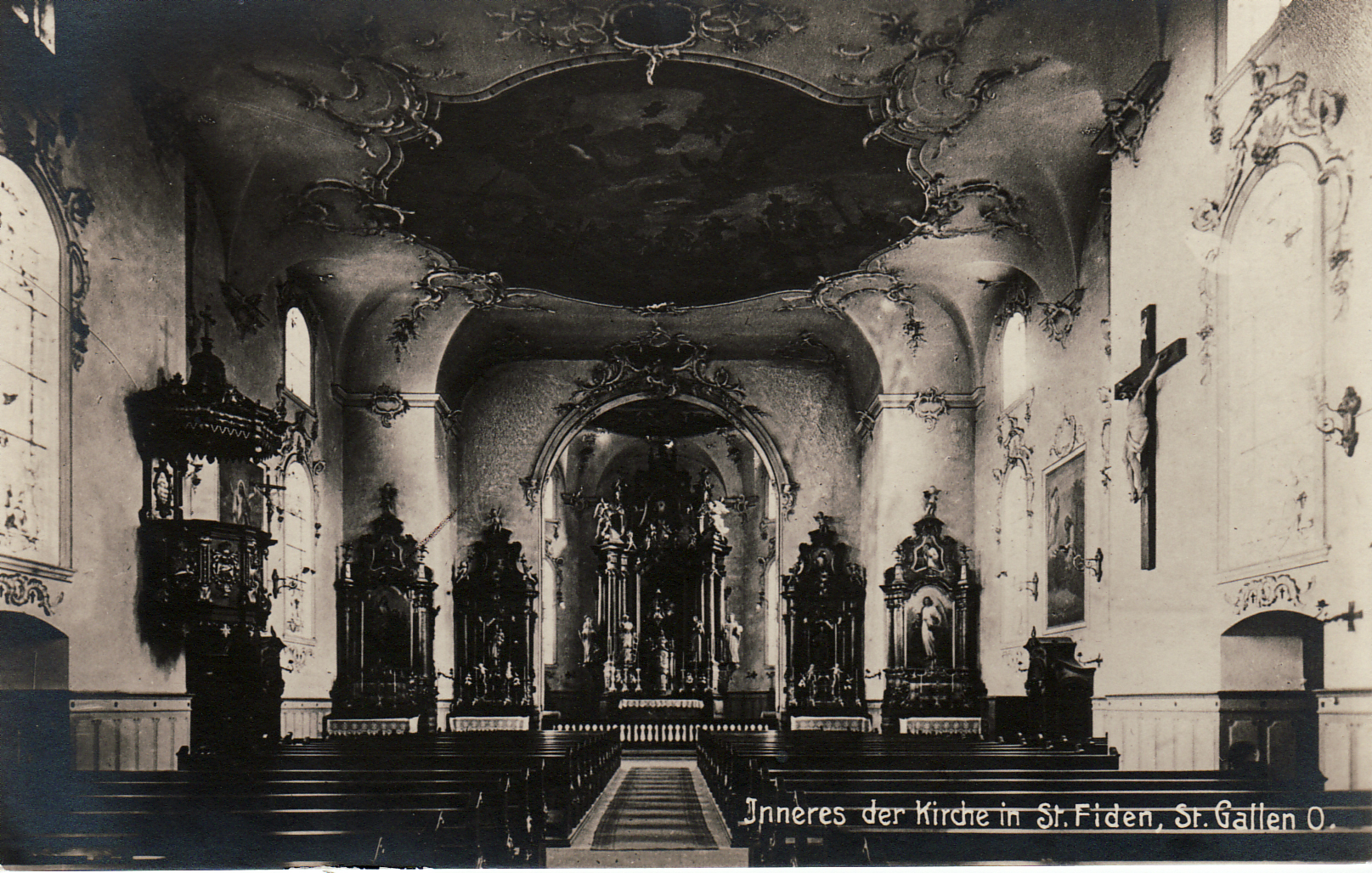
Innenansicht des Kirchenschiffs auf einer Aufnahme aus dem frühen 20. Jahrhundert.

getrennt ist. Im Querschiff geschieht keine wirkliche Raumerweiterung, sondern die Querschiffarme gleichen eher Nischen. Durch diese Anordnung entsteht vor dem Chor eine Abtreppung, die für die spezielle Anordnung der vier Seitenaltäre genutzt wird. Der Kirchturm befindet sich an der östlichen Stirnwand des Chores, am Chorhaupt in der Kirchenachse. An der nördlichen Längsseite des Chores ist die dreistöckige Sakristei angebaut.
Das Schiff wird von vier Fensterreihen umfasst, vor der Verlängerung von 1953 waren es nur drei. Das Querschiff besitzt zwei Fensterreihen. An den drei unbebauten Chorseiten befindet sich jeweils eine Fensterreihe. Jede Fensterreihe besteht aus einem schmalen rundbogigen Fenster über dem sich ein weiteres gleichartiges Fenster mit geringerer Höhe befindet. Unter der östlichsten Fensterreihe des Schiffes befindet sich beidseitig ein Nebeneingang, deren kleine Schutzdächer an das Fensterbrett anschliessen. 
Über Kehlen, in die die von den Fenstern ausgehenden Stichkappen einschneiden, liegen flache Gipsplattendecken. Es gibt keine Wandgliederung durch Pilaster.

### Deckengemälde

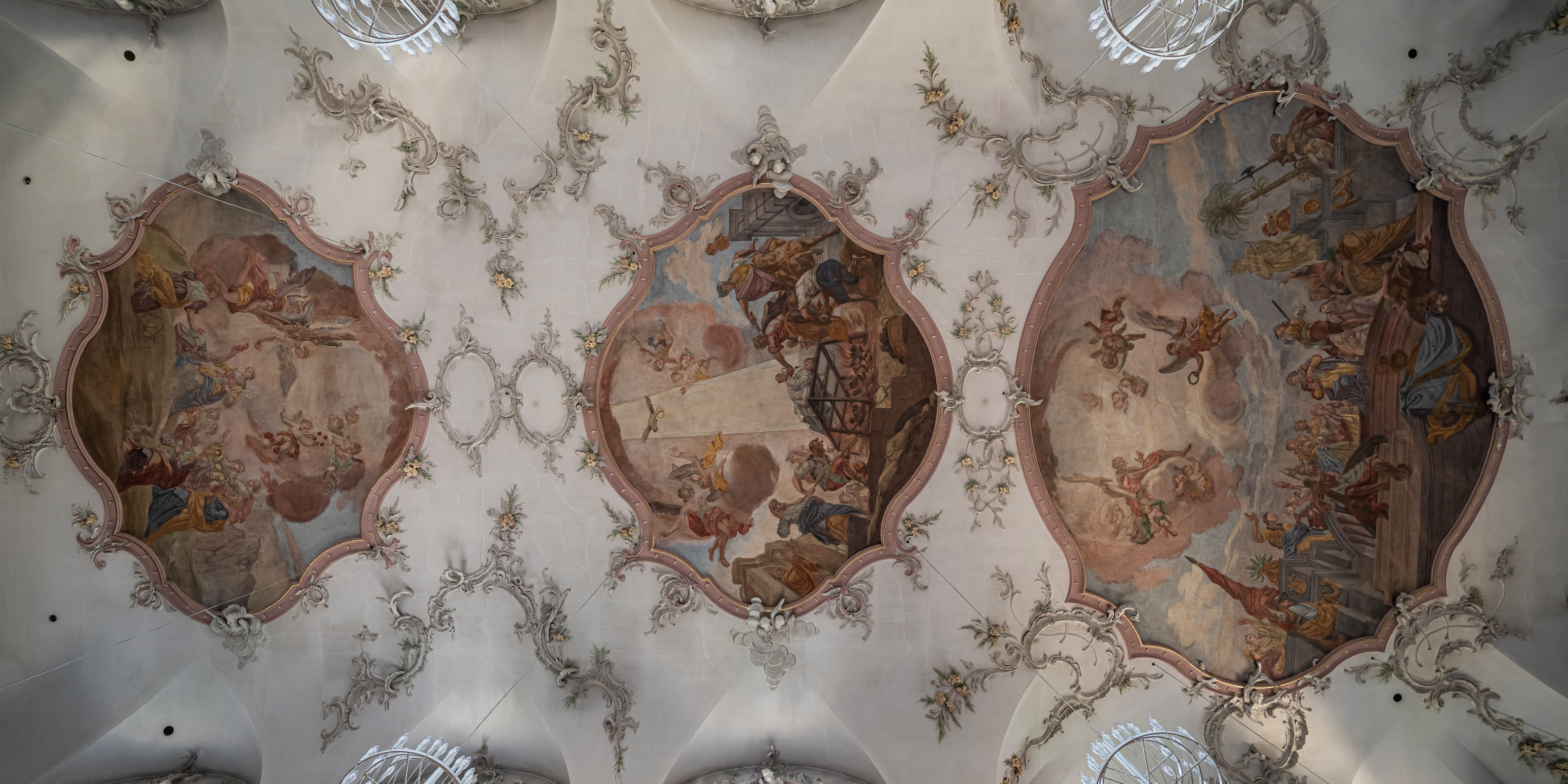
Das Schiffsgewölbe mit den Gemälden

Die vier Deckengemälde sind erhalten geblieben. Das grösste befindet sich an der Decke des Querschiffes, eines an der Chordecke und zwei an der Decke des Kirchenschiffs. Sie sind allesamt in der Untersicht konzipiert, aber in Stuckramen eingeschlossen. Dem Stil des Rokoko folgend sind sie nicht als illusionistische Fortsetzung des Baues ins Unbegrenzte, sondern als Fenster ins Überweltliche konzipiert. Das westlichste Bild ist so angelegt, dass man es von „alten“ Eingang her, also von Westen, betrachten muss, während die anderen drei so angelegt sind, dass sie vom Altar aus, also von Osten, betrachtet werden müssen. Die Bilder sind in keiner chronologischen Reihenfolge angebracht. Dies liegt vermutlich daran, dass das Hauptbild im Querschiff angebracht wurde. Die Bilder zeigten vier Ausschnitte aus der Fides-Legende, und zwar: 
- im Chorbild: Die heilige Fides bekennt sich zu ihrem Glauben an Christus. Dies tut sie mit erhobener Hand vor dem römischen Statthalter Dacianus.
- im Querschiffbild: Enthauptung der Heiligen, oben in den Wolken thronend Jesus mit Kreuz in der Hand, ihm gegenüber ein Engel mit dem Märtyrerkranz.
- im östlichen Schiffsbild: Die Folterung der Heiligen auf dem glühenden Rost.
- im westlichen Schiffsbild: Erhöhung der Heiligen. Zwei herabschwebende Engel tragen einen grossen Kruzifixus. Vor diesem kniet die Heilige mit einem flammenden Herz in der rechten Hand.

### Altäre
Die Kirche besitzt noch die einheitliche Altarausstattung von 1784. Alle Altäre sind in Blickrichtung zum Langhaus aufgestellt. Der Meister für den Hauptaltar ist dokumentarisch nachgewiesen, es handelt sich um Franz Anton Dirr von Überlingen, der auch als Meister der Seitenaltäre angenommen wird, denn auf allen fünf Altären finden sich vergleichbare dekorative Elemente. Im Grundstil sind alle noch im Barocken Stil gehalten, vereinzelt lassen sich aber schon klassizistische Anklänge finden.